# Алісов Михайло Олександрович
Миха́йло Олекса́ндрович Алі́сов (12 травня 1859, Харків — 15 червня 1933, Ялта) — український художник; член севастопольського художнього гуртка «Середа» у 1912—1914 роках та один із засновників і член ялтинського художнього гуртка у 1914—1916 роках.

## Життєпис
Народився 30 квітня [12 травня] 1859 року в місті Харкові (нині Україна). Навчався в приватній школі малювання та живопису Марії Раєвської-Іванової; у 1887—1888 роках — у Петербурзькій академії мистецтв у Юлія Клевера.
Мешкав у Харкові та Криму. Під керівництвом Івана Айвазовського творив у Феодосії.
На запрошення поміщиці і власниці багатої колекції Віри Малами (ур. Синельникової) 1906 року працював у її маєтку Микільське-на-Дніпрі над Ненаситецьким порогом. Наслідком цього стали п"ять картин, вивезених В. Маламою в еміграцію і виставлених 2020 року на аукціоні у Відні, - "Вид на дворянську садибу Микільське на р. Дніпро під Катеринославом" (нині м. Дніпро), "Тихий Дніпро",  "Пороги на р. Дніпро побіля Катеринослава", "Рибальська хата на річці Дніпро під Катеринославом", "Вид на Катерининську скелю та Дніпрові пороги під Катеринославом". 
Помер у Ялті 15 червня 1933 року. Похований у Ялті на міському цвинтарі (сектор № 2). 1960 року на могилі встановлений пам'ятник — обеліск на шестигранному п'єдесталі і цоколі з чорного мармуру.

## Творчість
Працював у галузі станкового живопису, писав пейзажі, морські краєвиди:
- «Кримський вид» (Севастопольський художній музей[3]);
- «Буря на морі» (1894);
- «Місячна ніч на морі» (1897, Нижньогородський художній музей[3]);
- «Ялта» (1899);
- «Туман» (1899);
- «Феодосійська бухта» (1899);
- «Рання весна в Малоросії» (1900);
- «Річка Уда біля Основи» (1900);
- «Берег Кавказу» (1901);
- «Відплив» (1902);
- «Полотно залізниці» (1902);
- «Захід сонця на морі» (1916);
- «Море» (Тульський обласний художній музей[3]);
- «Нічний вид. Сімеїз».

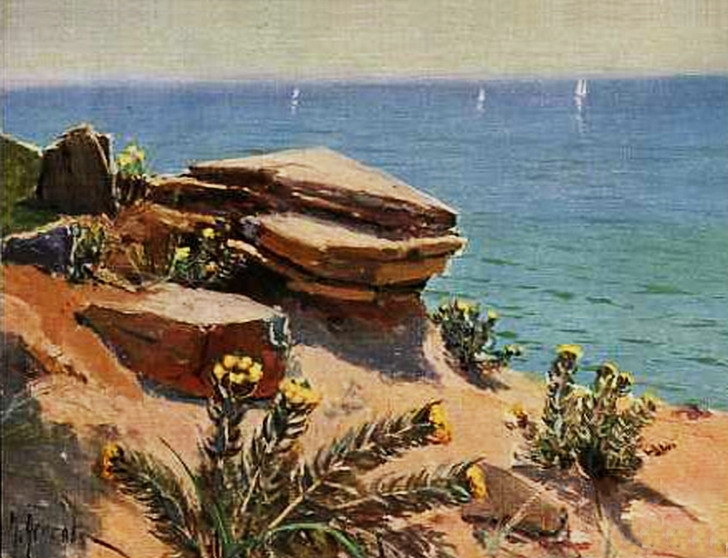
«Молочай жорсткий» із серії «Флора Криму».

1912 року Ялтинське товариство садівництва випустило серію листівок з його картинами «Флори Криму».
Твори виставлялися в Астрахані у 1900 році серед творів художнього гуртка, Катеринославі у 1910 році в складі Художньо-артистичного товариства. Персональні виставки відбулися в Харкові у 1900, 1902 та 1903 роках за сприяння Товариства харківських художників. На виставці 1900 року експонувалося 132 його картини.
Крім згаданих музеїв картини художника зберігаються в Харківському, Дніпровському художніх музеях, Масандрівському палаці у Ялті, Чугуївському художньо-меморіальному музеї Іллі Рєпіна.